# Progetto Mutopia
Il Progetto Mutopia è un progetto per creare una biblioteca virtuale online di partiture e parti musicali ricadute nel pubblico dominio. Rappresenta l'equivalente, per quanto riguarda la musica, del Progetto Gutenberg.
Il progetto esiste solo grazie al contributo di volontari che inseriscono nel sito trascrizioni di vecchi libri non più soggetti al copyright (o nuove composizioni rilasciate sotto licenze libere da parte dell'autore). Le trascrizioni devono essere effettuate a computer utilizzando il software open source GNU LilyPond.
Ultimato il lavoro, il contributore deve scegliere di pubblicare il tutto sotto Pubblico dominio o una Licenza Creative Commons. Devono essere inviati al webmaster i sorgenti Lilypond, il quale li compilerà e, in caso siano conformi agli standard richiesti, li pubblicherà assieme ai PDF, ai PS ed ai MIDI generati con la compilazione.
Un progetto simile è l'International Music Score Library Project, dedicato però in prima linea alla scansione di vecchie edizioni (quindi difficilmente modificabili). Essendo la scansione un processo più veloce, si trovano attualmente molte più composizioni nell'IMSLP che nel Progetto Mutopia.